# Crêpe Marocain
Der Crêpe marocain (aus dem frz. marokkanischer Krepp, deutsch auch Krepp-Marok) ist ein feingerippter Krepp in Taftbindung. Sein Hauptmerkmal ist, dass im Schuss ein gröberes, stark überdrehtes Garn, im paarweisen Wechsel in S- und Z-Drehung, eingesetzt wird. Da außerdem die Dichte in der Kette höher als im Schuss ist (2:1 oder 3:1), bekommt er ein gekräuseltes Aussehen, das an Rips erinnert. Als Material werden traditionell Seide und (seltener) Wolle eingesetzt, modern auch Viskose.
Im Vergleich zu Crêpe de Chine ist Marocain gröber, unterscheidet sich aber auch durch seine Querrippung, etwa von Georgette. Crêpe Marocain aus Seide ähnelt schwerem Seidensatin, hat aber keine glatte, glänzende Oberfläche, sondern eine raue Oberfläche mit mattem Glanz. Es wird verwendet für Blusen, Kleider, Accessoires und als Futterstoff.